# Bichhaiyan
Bichhaiyan (nep. बिच्छिया) – gaun wikas samiti w zachodniej części Nepalu w strefie Seti w dystrykcie Bajura. Według nepalskiego spisu powszechnego z 2011 roku liczył on 507 gospodarstw domowych i 2723 mieszkańców (1300 kobiet i 1423 mężczyzn).